# BREAK OUT (テレビ番組)
『BREAK OUT』（ブレイクアウト）は、テレビ朝日系列で放送されている音楽番組である。
制作局のテレビ朝日では1996年10月3日（2日深夜）から2001年12月19日（18日深夜）まで『Break Out』という番組名で放送されていた。
2001年12月に『Break Out』は一旦終了したが、それから約10年後の2012年1月6日（5日深夜）より『BREAK OUT』という番組名へと変更され、テレビ朝日系列での放送が再開された。

## 概要

### Break Out
- 放送期間：1996年10月 - 2001年12月

全国のインディーズバンドを紹介し、ランキングの発表やライブのレポートを行なうコンセプトの番組として1996年10月に『Break Out』の放送が開始された。
当番組が取り上げ、同じ1997年にメジャーデビューしたLa'cryma Christi、MALICE MIZER、FANATIC◇CRISIS、SHAZNAの4バンドに対し「ヴィジュアル系四天王」という言葉をつくりだした。
毎年夏には、番組で取り上げたインディーズアーティストや番組出身の卒業生が出演するライブイベント「Break Out祭」が日本各地で行われており、1997年と1999年には最終公演が渋谷公会堂で、1998年には最終公演が日本武道館で行なわれた。
1999年頃からはヴィジュアル系ブームの沈静と共にメロコアバンドを中心に取り扱うようになり、また、2000年にはギターポップ系中心の内容へとシフトしたものの、2001年末に番組自体が終了。番組の基本コンセプトは2002年4月に放送が開始された音楽番組『ストリートファイターズ』へと受け継がれた。

### BREAK OUT
- 放送期間：2012年1月 - 放送中

『ストリートファイターズ』終了直後の2012年1月に約10年ぶりに放送が再開された。再開時には番組タイトルが『BREAK OUT』へと変更された。
番組「復活」ではなく「新生」を掲げており、ロックやヴィジュアル系のみならず、声優やニコニコ動画などの動画サイトで活躍する歌い手なども積極的に採り上げている。各シーンで人気を呼ぶ男性アーティストや注目バンドを中心に採り上げ、最新の音楽情報も紹介する。
当初は九州朝日放送を除くテレビ朝日系主要5局のみで放送していたが、2012年4月からはANNフルネット24局へ放送範囲が拡大している。
『Break Out』放送時に行われていた「Break Out祭」も『BREAK OUT』再開に伴い「BREAK OUT祭」として2012年に復活した。2012年以降も毎年開催されている。
2013年5月から11月まで、グリーの同名ゲームを原作とするコーナーアニメ「踊り子クリノッペ」が放送された。
「甘めで、ゆるめで、きれいめで」をコンセプトとした若い男性たちを中心とした朗読コーナー「Candy Boy」よりボーイズグループCandy Boyが2015年8月16日に結成された。

## 評価
『Break Out』（1996年10月 - 2001年12月）の初期から中期にかけてはヴィジュアル系バンドを多く取り上げ、ヴィジュアル系ブームの一翼を担った。この番組で取り上げられ、後にメジャーデビューしたバンドは「卒業生」として扱われた。いわゆるヴィジュアル系四天王のFANATIC◇CRISIS、SHAZNA、La'cryma Christiはこの番組の卒業生である。音楽評論家の市川哲史は「超低レベルの連中も多かった」と述べ、yasuやキリトも酷評しているが、一方で全国にヴィジュアル系を広めた実績もあったとされる。

## 出演者

### 『Break Out』出演者

#### 第1期
- 東海林のり子
- 真矢 - 視聴者質問コーナー「Lesson One I.D.S」で、長期にわたって講師を務めていた。
- 古川恵実子

##### 『Break Out』卒業生
- La'cryma Christi
- FANATIC◇CRISIS
- SHAZNA
- D-SHADE
- Lastier
- PIERROT
- L'luvia
- Janne Da Arc
- LU⊃A
- e.mu
- CLOUD

##### 『Break Out』門下生
- CHOKO
- Missing Tear
- STAY
- LUV'ra-Doll
- E-QAL
- D'elsquel
- Orphee
- 雫...Shizuku
- RED
- CAMDEN LOCK
- GLOOMY MONSTER
- LOVE BITES
- LANDSCAPE
- SYNTHETIC MUSHROOMS
- SUTH:VICIOUS
- Dear Rouge
- art mind's impression
- かまぼこ
- BEAN BAG
- 蛸殴総本山
- FACE
- aula hysterica
- DISP LAIES
- couch case
- SILVER BICYCLES

### 『BREAK OUT』出演者

#### 第2期・第3期
- 諏訪部順一 - ナレーションを担当。番組ナビゲーターの宇宙人「BONちゃん」の声も担当。
- 中島沙樹 - 番組ナビゲーターの宇宙人「BONちゃん」の声を2012年2月、3月放送回のみ担当。

#### 第4期・第5期・第6期
- IMALU - ナビゲーター
- 種田梨沙 - 初代ナレーション（2014年9月 - 2016年9月）
- 石原夏織 - 2代目ナレーション（2016年10月 - 2017年3月）
- 豊田萌絵 - 3代目ナレーション（2017年4月 - 2018年6月）
- 駒形友梨 - 4代目ナレーション（2018年7月 - ）

## 放送局

### 『Break Out』放送局

#### 第1期
| 放送対象地域 | 放送局                       | 系列           | 放送日時 | 備考                                                              |
| ------------ | ---------------------------- | -------------- | --- | ----------------------------------------------------------------- |
| 関東広域圏   | テレビ朝日（EX）             | テレビ朝日系列 | 木曜 1:40 - 2:10（水曜深夜、1996年10月3日 - 12月19日） → 水曜 1:10 - 1:40（火曜深夜、1997年1月8日 - 1998年3月25日） → 水曜 1:00 - 1:30（火曜深夜、1998年4月1日 - 2000年3月29日） → 水曜 0:54 - 1:24（火曜深夜、2000年4月5日 - 9月27日） → 水曜 2:14 - 2:44（火曜深夜、2000年10月4日 - 2001年9月26日） → 水曜 2:21 - 2:51（火曜深夜、2001年10月3日 - 12月19日）                                                        | 制作局 1997年1月8日 - 1999年9月29日の間は『深夜水族館』枠で放送。 |
| 北海道       | 北海道テレビ（HTB）          | テレビ朝日系列 | 水曜 1:50 - 2:20（火曜深夜、1996年10月9日 - 1997年10月8日） → 水曜 1:20 - 1:50（火曜深夜、1997年10月15日 - 2000年3月29日） → 水曜 1:24 - 1:54（火曜深夜、2000年4月5日 - 2001年1月9日） → 水曜 1:29 - 1:59（火曜深夜、2001年1月16日 - 3月28日） → 水曜 1:34 - 2:04（火曜深夜、2001年4月4日 - 6月27日） → 金曜 1:29 - 1:59（木曜深夜、2001年7月6日 - 9月21日） → 木曜 1:34 - 2:04（水曜深夜、2001年10月4日 - 12月27日） |                                                                   |
| 宮城県       | 東日本放送（KHB）            | テレビ朝日系列 | 不明 |                                                                   |
| 中京広域圏   | 名古屋テレビ（メ～テレ/NBN） | テレビ朝日系列 | 不明 |                                                                   |
| 近畿広域圏   | 朝日放送（ABC TV）           | テレビ朝日系列 | 不明 |                                                                   |
| 徳島県       | 四国放送（JRT）              | 日本テレビ系列 | 土曜 1:47 - 2:17（金曜深夜、2000年1月時点） |                                                                   |

### 『BREAK OUT』放送局

#### 第2期・第3期・第4期・第5期・第6期・第7期
※都合により、放送時間が変更・休止になる場合がある。
| 放送対象地域   | 放送局                   | 系列           | 放送日時                     | 放送開始日    | 備考                                              |
| -------------- | ------------------------ | -------------- | ---------------------------- | ------------- | ------------------------------------------------- |
| 関東広域圏     | テレビ朝日（EX）         | テレビ朝日系列 | 木曜 1:26 - 1:56（水曜深夜） | 2012年1月6日  | 制作局 『ネオバラ2→メディアシティゾーン』枠で放送 |
| 北海道         | 北海道テレビ（HTB）      | テレビ朝日系列 | 火曜 1:25 - 1:55（月曜深夜） | 2012年1月13日 |                                                   |
| 青森県         | 青森朝日放送（ABA）      | テレビ朝日系列 | 水曜 1:50 - 2:20（火曜深夜） | 2012年4月7日  |                                                   |
| 岩手県         | 岩手朝日テレビ（IAT）    | テレビ朝日系列 | 金曜 1:25 - 1:55（木曜深夜） | 2012年4月5日  |                                                   |
| 宮城県         | 東日本放送（khb）        | テレビ朝日系列 | 水曜 0:56 - 1:26（火曜深夜） | 2012年1月23日 |                                                   |
| 秋田県         | 秋田朝日放送（AAB）      | テレビ朝日系列 | 土曜 1:20 - 1:50（金曜深夜） | 2012年4月17日 |                                                   |
| 山形県         | 山形テレビ（YTS）        | テレビ朝日系列 | 土曜 1:50 - 2:20（金曜深夜） | 2012年8月25日 |                                                   |
| 福島県         | 福島放送（KFB）          | テレビ朝日系列 | 水曜 0:50 - 1:20（火曜深夜） | 2012年4月7日  | [ 17 ]                                            |
| 新潟県         | 新潟テレビ21（UX）       | テレビ朝日系列 | 火曜 0:50 - 1:25（月曜深夜） | 2012年4月6日  |                                                   |
| 長野県         | 長野朝日放送（abn）      | テレビ朝日系列 | 木曜 0:50 - 1:20（水曜深夜） | 2012年4月6日  |                                                   |
| 静岡県         | 静岡朝日テレビ（SATV）   | テレビ朝日系列 | 火曜 0:50 - 1:20（月曜深夜） | 2012年4月10日 |                                                   |
| 石川県         | 北陸朝日放送 (HAB)       | テレビ朝日系列 | 土曜 2:00 - 2:30（金曜深夜） | 2012年4月7日  |                                                   |
| 中京広域圏     | メ〜テレ（NBN）          | テレビ朝日系列 | 木曜 2:59 - 3:29（水曜深夜） | 2012年1月11日 |                                                   |
| 近畿広域圏     | 朝日放送テレビ（ABC TV） | テレビ朝日系列 | 金曜 2:34 - 3:04（木曜深夜） | 2023年4月7日  |                                                   |
| 広島県         | 広島ホームテレビ（HOME） | テレビ朝日系列 | 土曜 1:55 - 2:25（金曜深夜） | 2012年4月7日  |                                                   |
| 山口県         | 山口朝日放送（yab）      | テレビ朝日系列 | 土曜 1:45 - 2:15（金曜深夜） | 2012年4月7日  |                                                   |
| 香川県・岡山県 | 瀬戸内海放送（KSB）      | テレビ朝日系列 | 日曜 2:05 - 2:35（土曜深夜） | 2012年4月8日  |                                                   |
| 愛媛県         | 愛媛朝日テレビ（eat）    | テレビ朝日系列 | 土曜 2:50 - 3:20（金曜深夜） | 2012年4月21日 |                                                   |
| 福岡県         | 九州朝日放送（KBC）      | テレビ朝日系列 | 土曜 3:19 - 3:49（金曜深夜） | 2012年4月8日  |                                                   |
| 長崎県         | 長崎文化放送（ncc）      | テレビ朝日系列 | 火曜 1:50 - 2:20（月曜深夜） | 2012年4月9日  |                                                   |
| 熊本県         | 熊本朝日放送（KAB）      | テレビ朝日系列 | 日曜 2:20 - 2:50（土曜深夜） | 2012年4月4日  |                                                   |
| 大分県         | 大分朝日放送（OAB）      | テレビ朝日系列 | 月曜 1:35 - 2:05（日曜深夜） | 2012年4月30日 |                                                   |
| 鹿児島県       | 鹿児島放送（KKB）        | テレビ朝日系列 | 日曜 2:30 - 3:00（土曜深夜） | 2012年4月8日  |                                                   |
| 沖縄県         | 琉球朝日放送（QAB）      | テレビ朝日系列 | 日曜 1:35 - 2:05（土曜深夜） | 2012年4月8日  |                                                   |

## スタッフ
- 構成：堀内一寿、大作麻利、隅垣ふとし
- リサーチ：由井りくや
- 企画協力：ねだしんじ（以前は構成）
- カメラ：三好哲也、安達良
- VE：小出秀久
- 編集：吉田愛、金子和史
- MA：松丸祐香、石森裕美子
- CG：ELEVEN GRAPHICS
- 音効：國安啓
- 編成：宇喜多宏美（テレビ朝日コンテンツ編成局総合編成部）
- WEB：上垣蘭歩
- Break Out事務局：出藏寛幸、塚田光
- 協力：池田屋、IMAGICA、スクワイア、フレームインフ、東京オフラインセンター
- AD：石井美千子、江藤里佳、坪柚希
- AP：槌田真智子、森谷祥子
- ディレクター：相川生、渡邊麻子、田中絵美、和田彩、小川佳恵、小林圭子、道具由美子、木田さとみ（木田→以前はAD）、西岡奈美、山田愛美、石本ちひろ、中須賀美理、益子さおり
- コーナー脚本：玉木佑和（「Candy Boy」担当）、斎藤千輪
- 演出：松田こずえ
- プロデューサー：大坪大祐（テレビ朝日コンテンツ編成局第1制作部）、姫野久美子（テレビ朝日ミュージック）、畝目尚子（T's）
- ゼネラルプロデューサー：小田隆一郎（テレビ朝日コンテンツ編成局第1制作部）
- スーパーバイザー：吉田真佐男（テレビ朝日ミュージック）
- 制作：テレビ朝日、T's

### 過去のスタッフ
- 構成：樅野太紀、望月卓、日高大輔、熊野ひよこ
- TD：関根昌紀
- カメラ：池田英孝、岸上健二、小平智紀
- 編集：手塚貴幸、若山友信、内田国俊
- MA：工藤雄生、山口智美、脇田結花、相原希
- 音響効果：橅木正志＜第1期＞
- 写真：後藤倫人＜第2期＞
- 作画：板垣雅也
- イラスト：中村サトル＜第2期＞
- 編成：大松宏樹・沼田真明・新谷拓也（テレビ朝日）＜第2期＞
- WEB：長井正人、松山雄一郎、阿原美由紀、二戸望美、福田奈保子
- Break Out事務局：藤井紀公、中川瑛美
- 協力：CIRCUS、MIZ CREATE
- AD：渡曾堅介、恒見聖子、板橋智春、鎌田恵介、本田芽里那、浜口美里、長田海里、小林優里子、江藤里佳
- AP：五木田明美
- ディレクター：狩野正明、松田征己、池田智宏、能島敬子、葛西愛子
- 演出：井上淳矢
- プロデューサー：高橋裕一、斉藤充、引地夏規（テレビ朝日）、松井正樹（テレビ朝日）、川辺竜之（テレビ朝日）
- ゼネラルプロデューサー：伊東寛晃、山下浩司（テレビ朝日）
- 制作：JCTV